# نبيلة كيلاني
نبيلة كيلاني هي مذيعة مغربية تقدم برنامج «أنت ونبيلة» في قناة الحرة.

## النشأة والمسيرة
ولدت في 19 سبتمبر بالمملكة المغربية. حاصلة على ديبلوم تقني من المركز السمعي البصري والملتيميديا بالرباط
تمرنت الصحافة بباريس فرنسا بمعهد الصحافة وتطوير كفاءة الصحفيين
بدأت مشوارها التلفزي منذ التاسعة من عمرها من خلال برامج الأطفال
درست تقنيات التلفزيون والإخراج ولكنها فضلت الجانب المضيء من العمل التلفزيوني، واستمرت بالوقوف أمام الكاميرا

## أعمالها التلفزيونية والإذاعية
قدمت نبيلة كيلاني وشاركت في عدد من البرامج التلفزيونية والإذاعية الناجحة، من أهمها البرنامج الشهير«15 عام 15 موهبة» بقناة 2M وأيضا شاركت بتقديم الدورة الأولى من ستديو 2m، وبرنامج ستار أكاديمي النسخة المغاربية، كما قدمت برنامج إذاعية للإهداءات على محطة هيت راديو المغربية.
ا نبيلة كيلاني تقدم برنامجا تلفزيونيا - المغرب نت - على القنات الأولى المغربية لمدة ثلاث سنوات.
التحقت نبيلة كيلاني بقناة الحرة لتقدم برنامج «اليوم» الذي يبث يوميا على مدى 3 ساعات (من الساعة 16 إلى اللساعة 19 بتوقيت غرينتش) مباشرة من دبي.
www.alhurra.com
تطلّ نبيلة كيلاني على مستمعي راديو سوا كل لياة سبت من خلال برنامج المنوّعات الذي تقوم به: Nabila's Top 10 Countdown

## السينما
- وليدات كازا: هو الفيلم الأول الذي شاركت فيه الإعلامية نبيلة كيلاني بعام 2009 بجانب عدد من النجوم الشباب للسينما المغربية مثل مراد الزاوي، ليلى احديوي، حاتم إدار، أحمد الجعيدي، مصطفى الزعري، محمد نعيمان، كريم السعيدي، أحمد الرداني، حميد نجاح والفيلم من إخراج عبد الكريم الدرقاوي.

## وصلات خارجية
twitter.com/kilaninabila
instagram.com/nabila_kilani
http://www.nabila-kilani.net